# 玄賀
玄賀（?—?），一作玄賀，字文和，一作文弘，中国东汉巴郡宕渠县（今四川省渠县东北）人。
第五伦官至宕渠令，提拔乡佐玄贺，玄賀转任鄴县令，政教大行。玄賀转任九江郡太守，行縣自己带着乾糒，但就溫湯而已。转任沛相，臨發之日，百姓扶車叩馬，啼泣相隨。玄賀以廉洁著称，官至大司农。